# Christina Crawford
Christina Crawford (New York, 11 giugno 1939) è un'attrice, scrittrice e attivista statunitense nota soprattutto per il suo libro di memorie, Mammina cara (1978), che descrive i presunti abusi a cui era stata sottoposta dalla madre adottiva, la star del cinema Joan Crawford.

## Biografia
Nata nel 1939, Christina era una dei cinque figli adottati da Joan Crawford.
Dopo essersi diplomata alla Flintridge Sacred Heart Academy, si trasferì dalla California,  dove viveva sin da bambina, a Pittsburgh per frequentare la Carnegie Mellon School of Drama. Sua madre pagò l'istruzione di Christina per studiare recitazione. Christina abbandonò il college dopo un solo semestre e si trasferì a New York City, dove studiò alla Neighborhood Playhouse.
Dopo quattordici anni come attrice, la Crawford tornò al college, laureandosi con lode alla UCLA e ricevendo il master presso la Annenberg School of Communication della USC. In seguito lavorò nel settore delle comunicazioni aziendali presso la sede di Los Angeles della Getty Oil Company.

### Carriera
Sempre nel 1961, alla Crawford fu assegnato un  ruolo in Paese selvaggio, un film interpretato da Elvis Presley. Quell'anno, fece un'apparizione nel programma televisivo Here's Hollywood; sempre nello stesso anno apparve nella serie NBC Il verdetto è tuo.
A teatro apparve nel 1965 nella commedia di Neil Simon A piedi nudi nel parco, ed ebbe avuto anche un piccolo ruolo nel film Volti (1968), un dramma romantico diretto da John Cassavetes. Dal 1964 al 1969 fu tra i protagonisti della soap opera La tempesta segreta.
Apparve inoltre nei serial TV Medical Center e General Hospital, dopodiché, dal 1985, decise di ritirarsi a vita privata.

### Mommy Dearest
Nel novembre 1978 uscì il libro Mammina cara, in cui Christina descriveva sua madre come ossessionata dalla carriera ed eccessivamente severa. Il libro ebbe un notevole successo in vari paesi.
Alcuni colleghi della madre, tra cui Helen Hayes, June Allyson, e il regista Vincent Sherman dichiararono di aver assistito a episodi di rigida disciplina. Ad esempio, Hayes e Sherman dichiararono entrambi nelle proprie autobiografie che Joan Crawford era una madre troppo severa. Tuttavia, queste persone non hanno mai dichiarato di aver assistito ad alcun vero e proprio abuso, non escludendo però la cosa.
Il libro diventò un best-seller, e nel 1981 ne fu tratto il film omonimo, con Faye Dunaway nel ruolo di Joan Crawford. 
Christina non ebbe alcun coinvolgimento nella realizzazione del film, che definì categoricamente "grottesco" e un'opera di finzione. Affermò ripetutamente che la pellicola è altamente imprecisa e che il ritratto di sua madre nel film ha poca somiglianza con la vera Joan Crawford, citando in particolare il fatto che sua madre non ha mai abbattuto un albero con un'ascia, né l'ha mai picchiata con una gruccia come raffigurato nel film.
Già dagli anni ottanta, con una associazione a proprio nome, si occupò della salvaguardia di bambini vittime di abusi negli Stati Uniti.

### Vita privata
La Crawford incontrò il suo primo marito, Harvey Medlinsky, regista e direttore di scena di Broadway, mentre recitava nella compagnia nazionale di Chicago di A piedi nudi nel parco. Si sposarono alla fine degli anni sessanta per divorziare poco dopo. Christina si sposò e divorziò altre due volte. Non ha figli.

## Filmografia

### Cinema
- Paese selvaggio, regia di Philip Dunne (1961)
- Force of Impulse (1962)
- Volti (Faces), regia di John Cassavetes (1968)
- Il manichino assassino (Terror in the Wax Museum), regia di George Fenady (1973)
- McKlusky, metà uomo metà odio (1973)
- Pollice da scasso (1978)
- Voglia di ballare (1985)

### Televisione
- Matt Lincoln (1970)
- Ironside (1972)
- General Hospital (1974)

## Libri
- Mammina cara (1978)
- Black Widow: A Novel (1981)
- Survivor (1988)
- No Safe Place: The Legacy of Family Violence (1994)
- Daughters Of The Inquisition: Medieval Madness: Origin and Aftermath (2003)
- Scammed: A True Story of Christina & The General (2014)

## Omaggi e citazioni
- I Blue Öyster Cult la citano nel loro brano Joan Crawford.

## Doppiatrici italiane
- Isabella Pasanisi in Volti